# Chant XXXII du Paradis
Le Chant XXXII du Paradis est le trente-deuxième chant du Paradis de La  Divine Comédie du poète florentin Dante Alighieri. Il se déroule dans l'Empyrée, où résident Dieu, les hiérarchies angéliques et tous les bienheureux ; nous sommes dans la nuit du 14 avril 1300 ou du 31 mars 1300.

## Thèmes et contenus

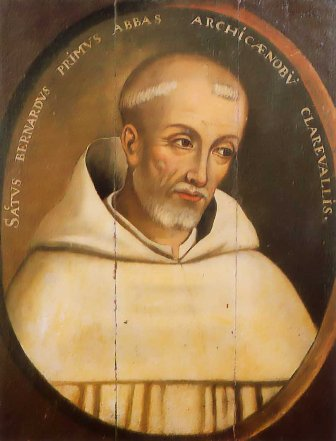
Portait de saint Bernard de Clairvaux.

### Ordre des Bienheureux dans la Rose céleste: versets 1-48
Saint Bernard montre à Dante, aux pieds de Marie, la belle Eve ; dans l'ordre inférieur (le troisième en partant du haut) sont assises Rachel et Béatrice.
Progressivement, en descendant de marche en marche, nous rencontrons Sarah, Rebecca, Judith, Ruth, ancêtre de David. D'autres Hébreux assis les uns au-dessous des autres dans les marches encore plus basses forment une ligne de partage dans la rose : d'un côté, où la fleur est complète dans tous ses pétales, se trouvent ceux qui ont eu foi dans le « Christ à venir », c'est-à-dire dans la venue future du Messie ; de l'autre côté, où quelques sièges sont vides, sont assis ceux qui ont eu foi dans le « Christ venu ». Sur le côté opposé au siège de Marie se trouve Jean le Baptiste et en dessous de lui François, Benoît, Augustin et d'autres jusqu'au centre de la rose.
Bernard de Clairvaux invite Dante à considérer la profondeur de la volonté divine. Les deux catégories de croyants, ceux nés avant le Christ et ceux nés après sa naissance, forment deux parties identiques de la rose blanche. Du milieu de la rose vers le bas se trouvent les âmes des enfants ( « spiriti asciolti », versets 44), qui ont été sauvés non par leur propre mérite mais par leurs parents.

### Le Sort des Enfants innocents: versets 49-87
Saint Bernard résout le doute qui saisit Dante quant à la disposition des âmes des enfants : bien qu'ils n'aient pas vécu et donc « mérité » leur disposition, ils sont disposés hiérarchiquement sur la base de la grâce reçue de Dieu « ... les esprits tous dans son aspect heureux/ créant, à son gré de la grâce dotée/ différemment ; et ici l'effet suffit. » (versets 64-66).
Un exemple du don insondable de Dieu se trouve dans l'Écriture (Genèse) : entre les jumeaux Ésaü et Jacob, qui se querellaient déjà dans le ventre de leur mère, le second a bénéficié d'une prédilection divine, sans aucun mérite propre. Au début du monde, la foi des parents était suffisante pour le salut, puis la circoncision des garçons est devenue nécessaire. Après la venue du Christ, les enfants non baptisés sont destinés aux limbes. Enfin, Bernard exhorte Dante à contempler le visage lumineux de Marie.

### Glorification de Marie: versets 88-114
Dante voit avec un émerveillement descendre d'en haut la Vierge Marie, portée par les anges, dans une splendeur de joie intense, tandis que l'ange descendu en premier ouvre ses ailes devant elle en chantant « Ave Maria, gratia plena  ». Toutes les âmes de l'Empirée répondent à la chanson. Dante demande à Bernard qui est cet ange qui semble brûler de joie et d'amour en contemplant Marie. Le saint, illuminée par elle comme une étoile du matin par le soleil, répond que cet ange, rempli de toute confiance et de dévouement, est l'archange Gabriel, qui a apporté à Marie l'annonce de l'Incarnation de Jésus.

### Les Grands Saints: versets 115-151
Bernard nous invite ensuite à identifier du regard, en suivant ses paroles, les grandes figures du royaume céleste. Les deux plus heureux, car les plus proches de Marie, sont Adam à gauche et Pierre à droite. À ses côtés se trouve Jean l'Évangéliste, tandis qu'aux côtés d'Adam se trouve Moïse. En face de Pierre est assise Anne, la mère de Marie, tandis qu'en face d'Adam se trouve Lucie, celle qui a poussé Béatrice à venir en aide à Dante. Bernard interrompt à ce moment l'indication du bienheureux le plus important, pour conduire Dante à la contemplation de Dieu. Mais pour ce faire, il faut une invocation spéciale, que Bernard prononce et que Dante suit spirituellement.

## Analyse
Le Chant présente une approche didactique évidente, dans la mesure où il est entièrement constitué (à l'exception des trois premiers vers et du dernier) de la description par Bernard de l'Empyrée tel qu'il apparaît au pèlerin Dante debout en son centre (dans le cœur jaune de la rose blanche). Bernard expose selon la rigueur géométrique et la précision des références scripturaires, en mentionnant progressivement les personnages les plus importants qui habitent ce ciel, dans lequel, sont rassemblées toutes les âmes, même celles déjà rencontrées par Dante dans les cieux précédents. La description comprend également le traitement d'un thème théologique, concernant les différents degrés de félicité des enfants innocents, qui renvoie au concept de prédestination (versets 37-84).